# 山海关站
山海关站是位于中华人民共和国河北省秦皇岛市山海关区南关街道南关大街的铁路车站，1894年建成启用，为中国铁路沈阳局集团有限公司管辖的客货运特等站。经过铁路有京哈铁路、津山铁路、沈山铁路。车站目前拥有5座站台。

## 历史

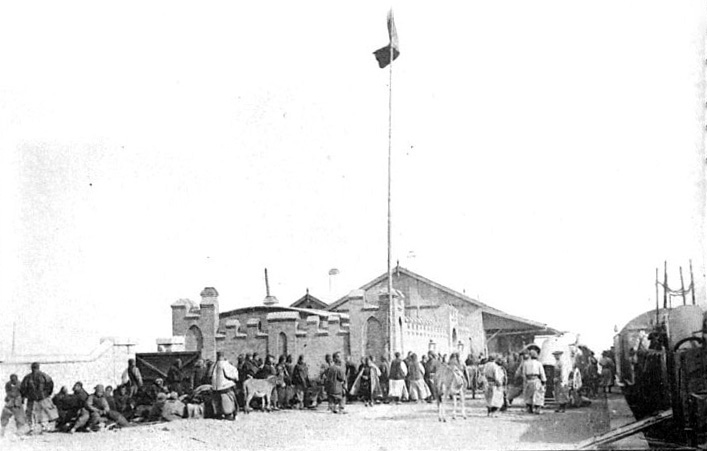
1900-01年的车站

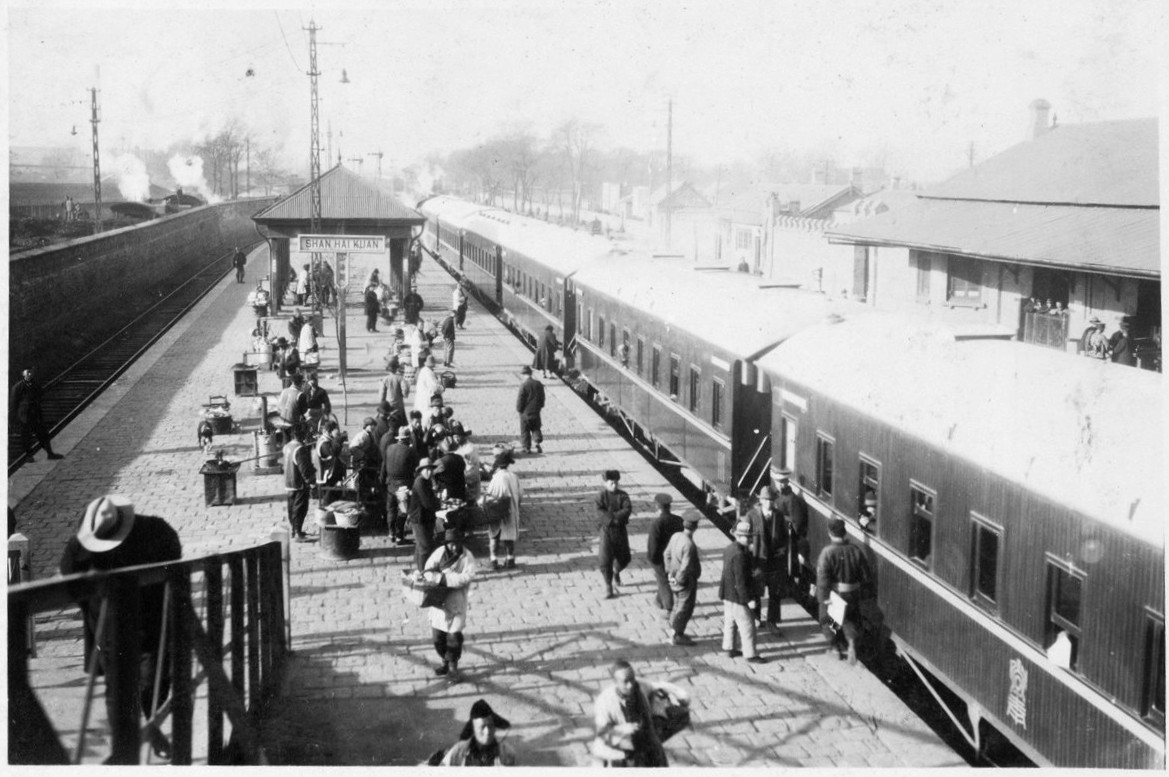
1930年代的车站

山海关站始建于1894年（光绪二十年）6月，当时站房面积256.8平方米，可容纳214名旅客候车休息。
1933年（昭和7年）山海关被日本攻占后，车站和古北口站成为满洲国和中华民国的边境车站，车站内设有出入国手续办理、审查、检疫、海关、银行等部门。1945年8月15日日本宣布投降，但驻守山海关的军队依旧不肯投降，拒绝撤离山海关。8月30日，由八路军16军分区部队和苏联红军组成的联军向车站及山海关城发起进攻，随后攻克了山海关。
1948年11月27日，中共在辽沈战役接管车站。1949年10月，车站决定在既有站场以东3.5公里新建编组场。1971年和1972年，山海关站又进行了两次大规模扩建改造，改造后日均办理列车辆数达7954辆，为1949年的16倍。
1982年4月1日，山海关站被铁道部晋升为特等站。1983年春，因京秦线电气化引入山海关站，车站借机开始改造工程。改造工程拆除了使用了90年的破旧、低矮的老站房，新建面积2900平方米的新站房并将客运站台由两座扩建为三座。1985年12月15日，山海关站第二个站房投入使用。
1989年3月26日傍晚，中国当代著名诗人海子在山海关站附近卧轨自杀，年仅25岁。
2002年秦沈客运专线（现京哈铁路的一部分）接入车站，车站开始改造工程。2002年12月13日山海关站迎来了秦沈客运专线的试验列车中华之星的首次试运行。在2003年年初试验中列车跑出了312.5公里的时速，为当时中国铁路的最高速。
2003年10月9日秦沈客运专线正式接入车站。2004年11月8日，山海关站新建造的站舍正式投入运营。2005年8月1日，中华之星投入秦沈客运专线山海关-沈阳北间的服务。
2010年津秦客运专线建设期间，铁路部门实施津山线秦山枢纽外绕工程，将线路外绕秦皇岛站、经柳村北后接入本站上行咽喉，实现津山线货车直通出关，过渡工程于7月16日完成，而全部改造则于当年11月15日完工。
2015年起，车站再次进行扩建工程。该次扩建工程包括新建南子站房、站场改造、新建进站天桥和新增站台（1站台）一座。工程于2017年6月完成。

## 车站结构
山海关站沈山线全长19.43公里；京哈线全长3.5公里，分为客场和运转场两大部分。

### 客场

#### 站房

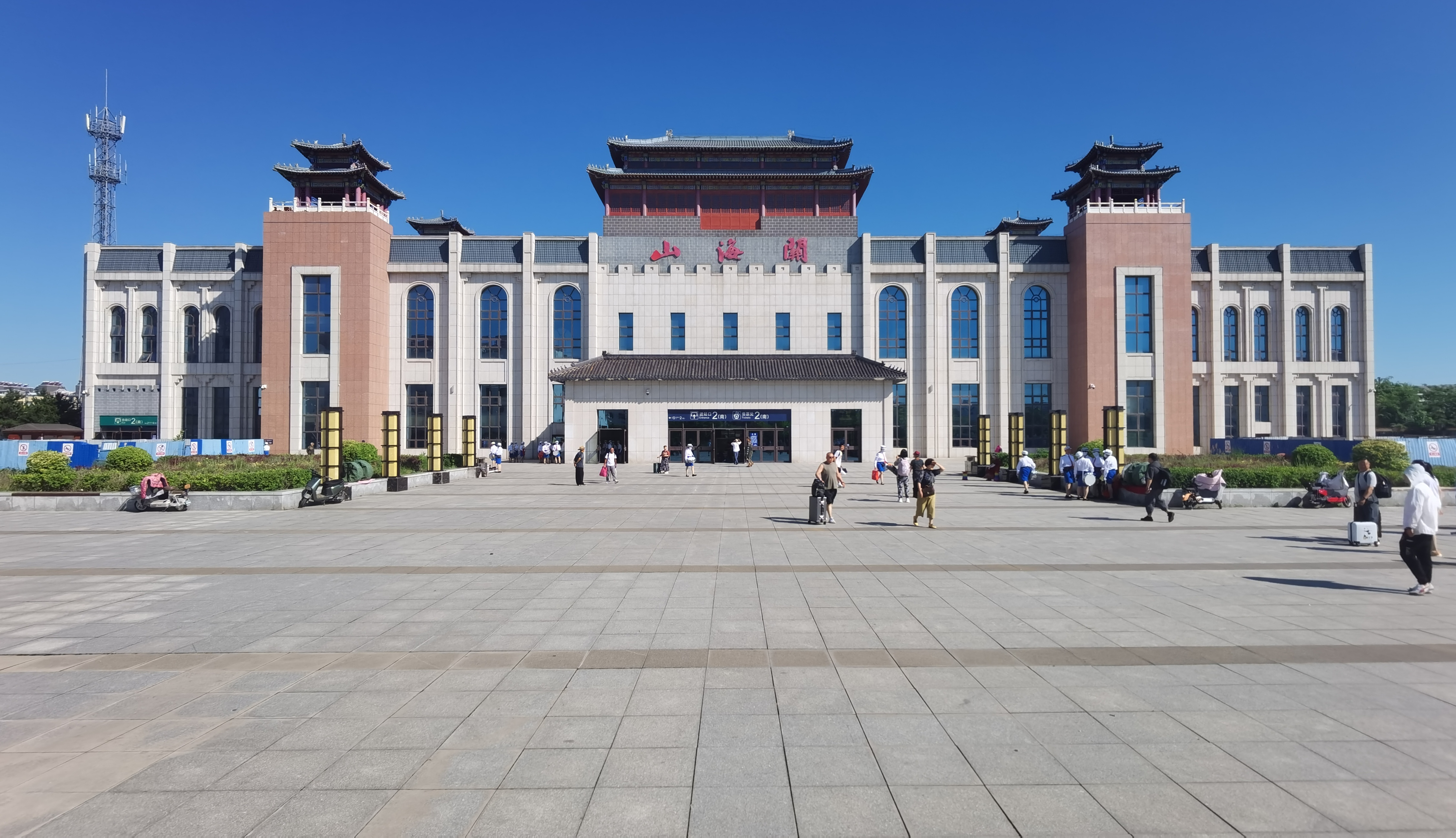
山海关站南站房（2025年7月）

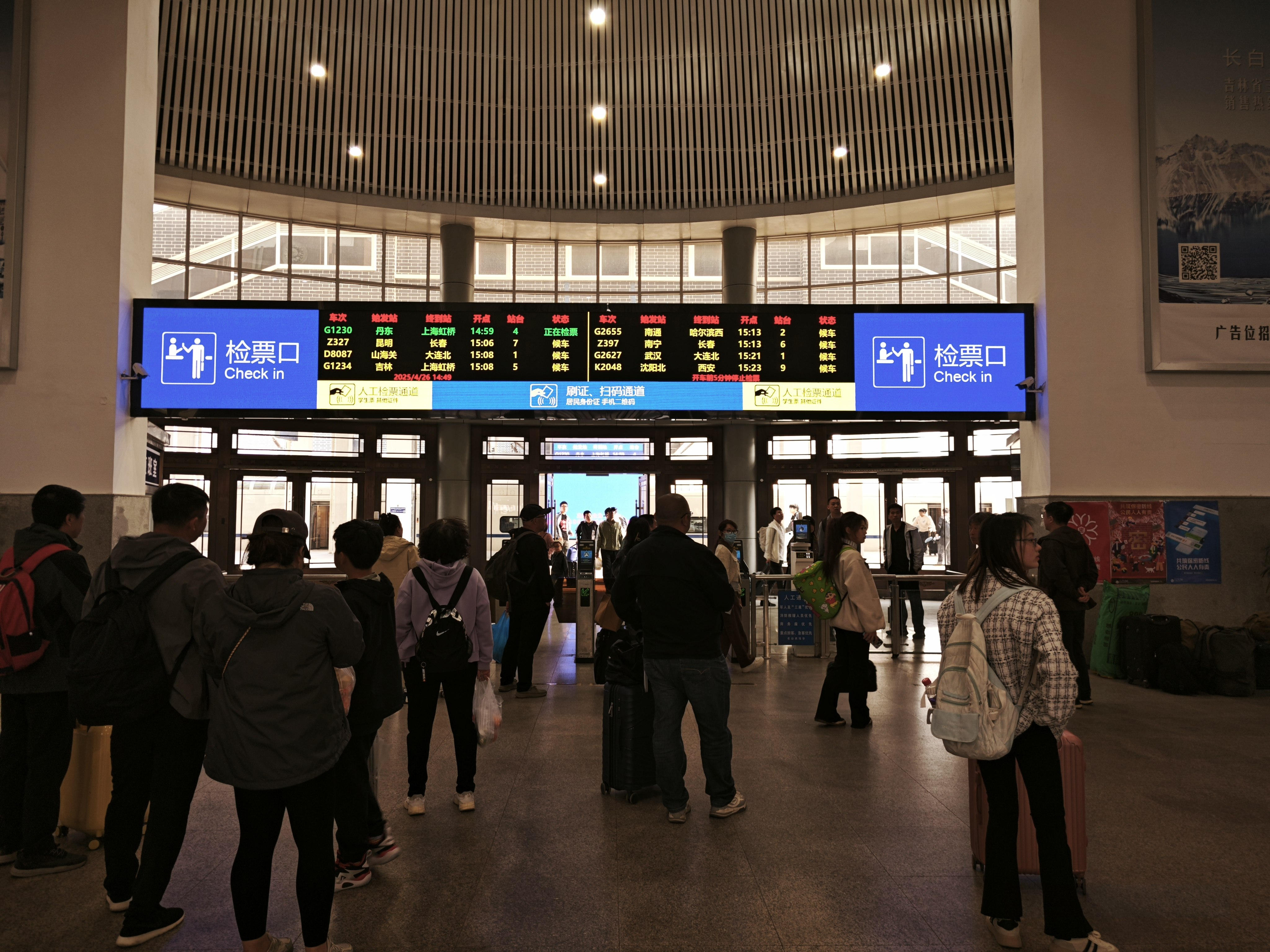
山海关站北站房检票口

山海关站客场目前设有南北两座站房，两座站房间由廊桥连接。北母站房于2004年投入使用，建筑面积4400平方米。站房融民族风格与现代建筑为一体，殿顶为当地景点“天下第一关”的仿古工程。候车室位于站房中部，面积1800平方米，装饰有圆形穹顶、中式挂灯、花岗岩石地面；并设置了中央空调、背投电视和700把钢制座椅，可同时容纳1200人同时候车。
山海关站南子站房于2017年投入使用，110.6米，宽25.2米，建筑面积6100平方米。其中候车室分为上下两层，面积1800平方米。

#### 站线配置

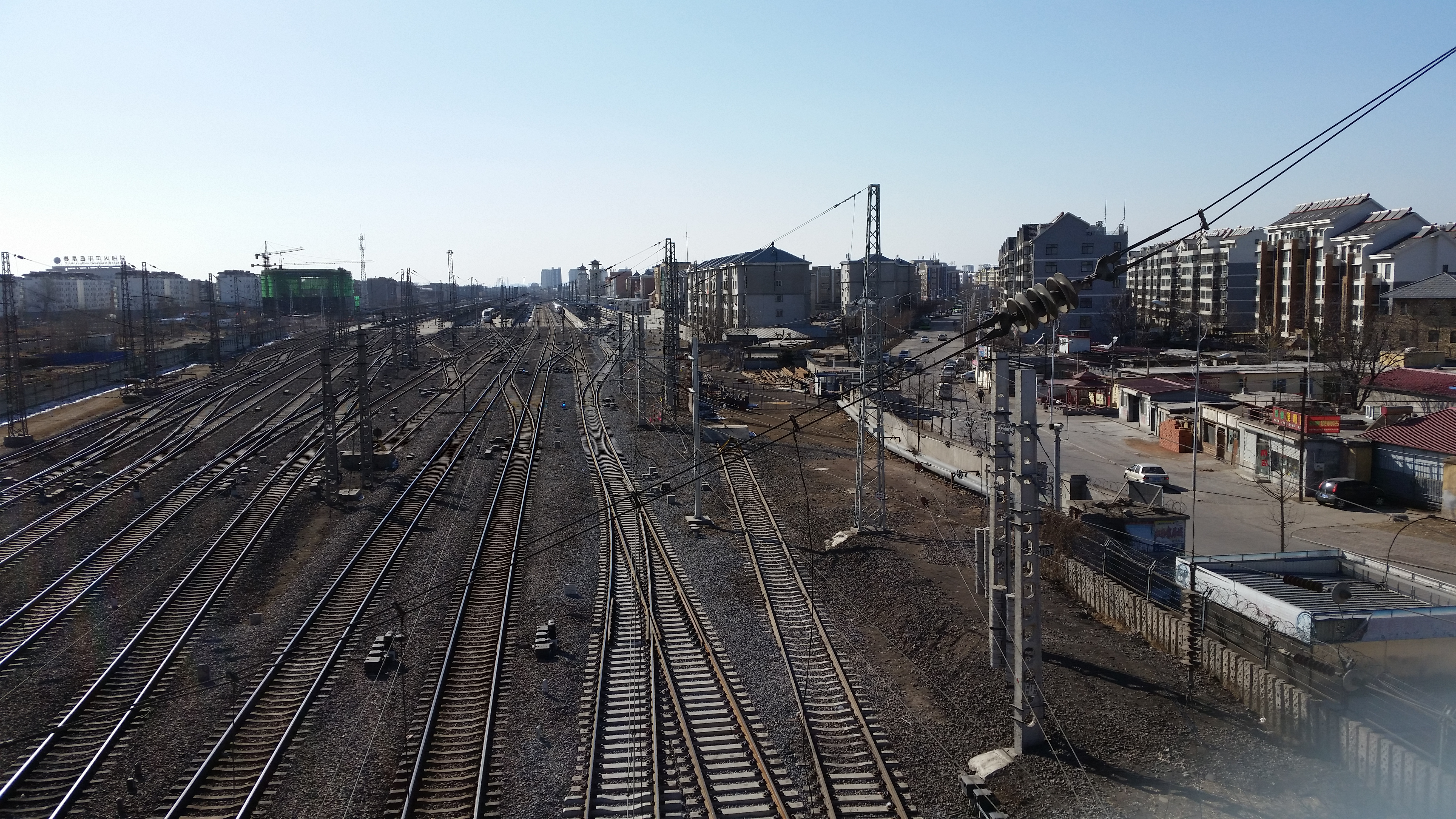
山海关站东咽喉

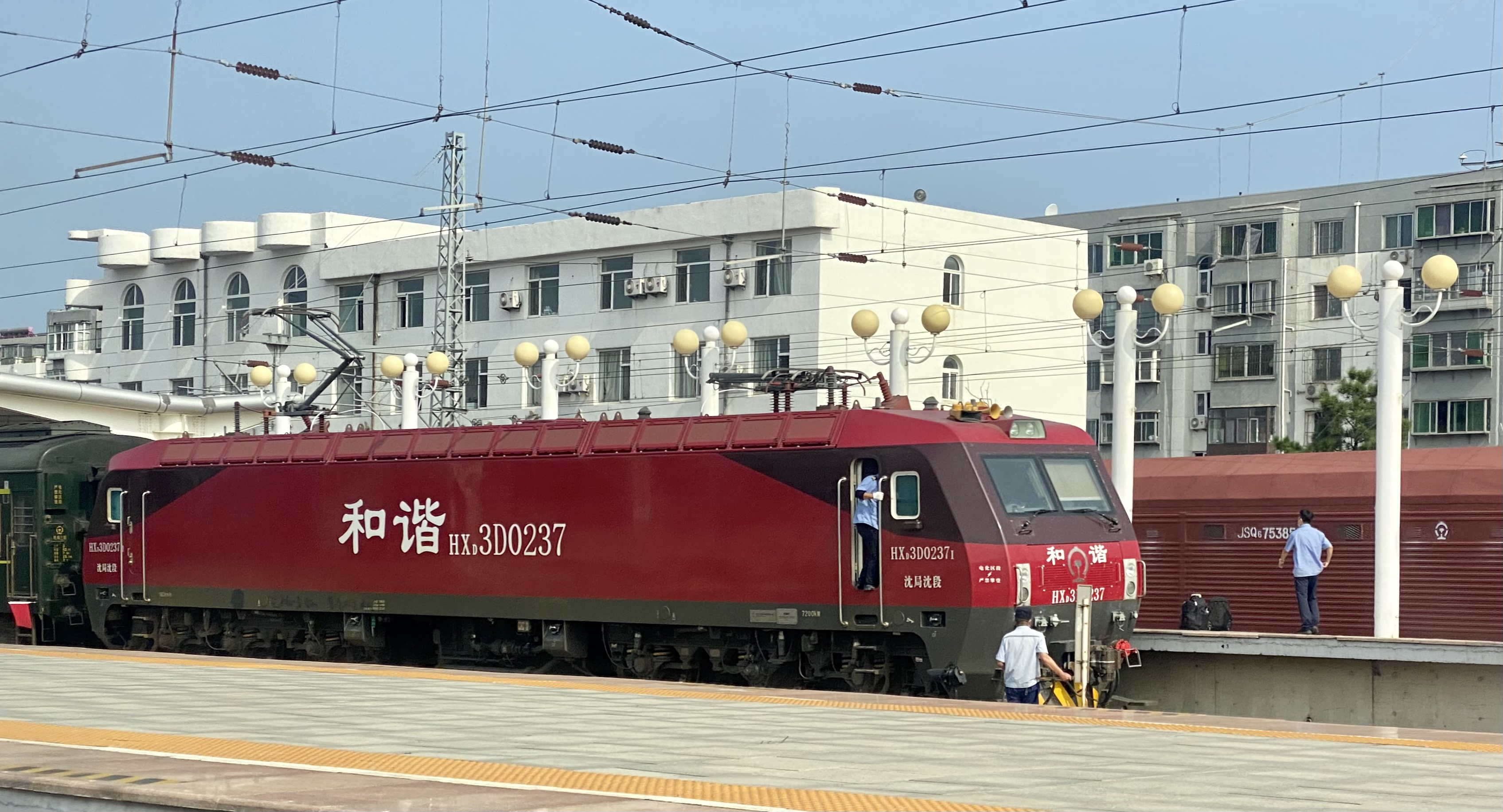
普速列车于山海关站8站台

山海关客场是津山、沈山铁路的终点站，同时衔接京哈铁路。
| 侧式站台 |                                                     |
| 1站台    | 京哈铁路 往哈尔滨方向（东戴河站）                   |
| 2站台    | 京哈铁路 往哈尔滨方向（东戴河站）                   |
| 岛式站台 |                                                     |
| 3站台    | 京哈铁路 往哈尔滨方向（东戴河站）                   |
| 通过线   | 京哈铁路 下行列车通过线                             |
| 通过线   | 京哈铁路、津秦客专 上行列车通过线                   |
| 4站台    | 京哈铁路、津秦客专 往北京方向（龙家营所、秦皇岛站） |
| 岛式站台 |                                                     |
| 5站台    | 京哈铁路、津秦客专 往北京方向（龙家营所、秦皇岛站） |
| 6站台    | 沈山铁路 往沈阳方向（运转场、万家屯站）             |
| 岛式站台 |                                                     |
| 7站台    | 沈山铁路 往沈阳方向（运转场、万家屯站）             |
| 通过线   | 沈山下行正线 往沈阳方向                             |
| 8站台    | 津山铁路 往南仓方向（柳村北站、龙家营站）           |
| 岛式站台 |                                                     |
| 9站台    | 津山铁路 往南仓方向（柳村北站、龙家营站）           |
| 通过线   | 沈山上行正线 往南仓方向                             |

### 运转场
运转场位于客场东侧，为双向混合式二级七场站型，有沈山铁路经过，担负济西的技术直达列车，丰台西、南仓、双桥、通辽、灵山、裕国的直通列车，唐山东、秦皇岛南、唐山北、锦州、葫芦岛的区段列车和龙家营-唐山东和万家屯－桃园间的摘挂列车的编组业务。下行系统为一级三场形式，位于沈山上行正线北侧、下行正线及京哈铁路南侧。下行系统从北向南依次为下行北到发场、下行调车场、下行南到发场。北、南到发场分别有股道5条和3条；调车场有股道12条，设有逆向驼峰。下行系统的三个车场东侧为下行直通场，有7条到发线。
上行系统位于沈山上行正线南侧，为二级二场形式。其中到达场与编发场平行布置，到达场有股道7条，编发场有编发线9条、调车线4条。直通场位于编发场北侧，有股道5条（其中2条与上行南到发场并列于沈山上行正线北侧，另3条位于上行正线南侧）。

## 使用情况
山海关站位于华北地区和东北地区的交界，将铁路分为关内和关外，从启用开始便为关内和关外铁路的分界线。由于东北进关的列车大多需要经过山海关站，所以山海关站非常繁忙，客货运兼顾。
山海关车站是沈阳局集团下辖的直属车站，除山海关站客场和运转场外，2010年起新增管辖万家屯站。